# فرودگاه فرلند
فرودگاه فرلند (به انگلیسی: Ferland Airport) یک فرودگاه خصوصی است . این فرودگاه در کشور کانادا قرار دارد و در ارتفاع ۷۷۷ متری از سطح دریا واقع شده است.